# Mary Landrieu
Mary Loretta Landrieu (ur. 23 listopada 1955) – amerykańska polityk, działaczka Partii Demokratycznej. W latach 1997–2015 piastowała mandat senatora ze stanu Luizjana.
Jest córką byłego burmistrza Nowego Orleanu Moona Landrieu (1930-2022) i siostrą obecnego wicegubernatora stanu Mitcha Landrieu. Urodziła się w Arlington w Wirginii. Ukończyła stanowy uniwersytet Luizjany w roku 1977. Była członkinią Louisiana House of Representatives w latach 1980-1988. W roku 1995 bezskutecznie ubiegała się o stanowisko gubernatora stanu.
Została wybrana w skład izby wyższej amerykańskiego Kongresu w roku 1996, ponownie wybrano ją w roku 2002 i 2008 roku. Należy do centrowego skrzydła swej partii.
W czasie kataklizmu spowodowanego huraganem Katrina ostro skrytykowała prezydenta George’a W. Busha i rząd federalny za niedostateczne przeciwdziałanie i spowodowane tym szkody.
Mary L. Landrieu w roku 2004 była typowana na kandydata na wiceprezydenta u boku Johna Kerry’ego. Ostatecznie ten zdecydował się na start z Johnem Edwardsem. Landrieu brała aktywny udział w kampanii Kerry’ego.